# Котышко
Коты́шко (Хоты́шко; пол. Chościsko, Хощчи́ско) — согласно «Хронике» Галла Анонима, отец Пяста, легендарного родоначальника династии Пястов. В Хронике Хотышко упоминается четырежды, причём трижды в значении отца Пяста:
- вторая глава первой книги озаглавлена «О Пясте, сыне Котышко»;
- в первой строке этой главы «Пяст, сын Котышко…»
- в первой строке третьей главы: «…Земовит, сын Пяста, внук Котышко…»[1].

Первое упоминание Хотышко в «Хронике» Галла Анонима, содержащееся в заглавии первой главы первой книги, не относится к Пясту. Здесь именем Хотышко назван князь Попель, что указывает на то, что оно было прозвищем Попеля, или было вписано в Хронику позже. Вторая версия ближе к истине, так как оригинальное заглавие на латинском языке неверно грамматически. Эта вставка могла быть сделана под влиянием «Великопольской хроники», согласно которой князя Попеля прозвали Хотышко за длинные волосы, само же прозвище означает «метёлка». Исследователи отмечают, что оно могло быть образовано и от слова хвост (chwost) в значении «хвостик».
Существует и другое мнение, поддерживаемое меньшинством исследователей, согласно которому термин «хотышко» попросту означает князь. Эта версия основывается в том числе и на источнике известном как «Гнезненская проповедь», в котором по смыслу вместо слова князь использовано слово «xoszocz». Латинская буква «x» передаёт здесь, вероятно, польский звук, ныне обозначаемый диграфом «ch». Согласно другой версии, длинные волосы (а, соответственно, и «chościsko») являлись символом власти.